# Diócesis de Springfield en Illinois
La diócesis de Springfield en Illinois (en latín: Dioecesis Campifontis in Illinois y en inglés: Roman Catholic Diocese of Springfield in Illinois) es una circunscripción eclesiástica de la Iglesia católica en Estados Unidos. Se trata de una diócesis latina, sufragánea de la arquidiócesis de Chicago. Desde el 20 de abril de 2010 su obispo es Thomas John Joseph Paprocki.

## Territorio y organización
La diócesis tiene 39 210 km² y extiende su jurisdicción sobre los fieles católicos de rito latino residentes en 28 condados del estado de Illinois: Adams, Bond, Brown, Calhoun, Cass, Christian, Clark, Coles, Crawford, Cumberland, Douglas, Edgar, Effingham, Fayette, Greene, Jasper, Jersey, Macon, Macoupin, Madison, Menard, Montgomery, Morgan, Moultrie, Pike, Sangamon, Scott y Shelby.
La sede de la diócesis se encuentra en la ciudad de Springfield, en donde se halla la Catedral de la Inmaculada Concepción. En Alton se encuentra la excatedral de San Pedro y San Pablo de la diócesis de Alton.
En 2022 en la diócesis existían 129 parroquias agrupadas en 7 decanatos: Alton, Decatur, Effingham, Jacksonville, Litchfield, Quincy y Springfield.

## Historia

### Antecedentes
La diócesis de Quincy fue erigida el 29 de julio de 1853 por el papa Pío IX. La nueva diócesis se convirtió en sufragánea de la arquidiócesis de San Luis. Joseph Melcher, vicario general de la arquidiócesis de San Luis, fue nombrado primer obispo de la nueva sede, pero no aceptó el nombramiento y la sede quedó vacante.
El 9 de enero de 1857 se decidió trasladar la sede de Quincy a Alton, ciudad situada en una región con una presencia católica mucho más numerosa que Quincy; y al mismo tiempo la diócesis asumió el nombre de diócesis de Alton.
Durante el largo episcopado del obispo James Ryan, Illinois recibió a un gran número de inmigrantes de Europa, la mayoría de los cuales eran católicos. Se concentraron en la parte central de la diócesis, donde hasta ese momento la presencia católica había sido muy escasa.

### Sede en Springfield
El aumento de la población católica más repartida por todo el territorio diocesano determinaron que la Santa Sede trasladara una vez más, el 26 de octubre de 1923, la sede episcopal de Alton a Springfield, la capital de Illinois, a una posición más central; al mismo tiempo la diócesis asumió el nombre de diócesis de Springfield en Illinois. En el mismo año se nombró al nuevo obispo, James Aloysius Griffin, el primero nacido en los Estados Unidos; fue el responsable de la construcción de la nueva catedral, inaugurada el 14 de octubre de 1928.
Durante su mandato como obispo, Griffin erigió 51 nuevas iglesias, escuelas, conventos e instituciones de caridad; el costo total invertido en sus primeros diez años fue cercano a los 6.5 millones de dólares. Fundó la Marquette Catholic High School en Alton y el Springfield Junior College en Springfield. Este es ahora la Universidad Benedictina de Springfield. Griffin falleció en 1948.

## Estadísticas
Según el Anuario Pontificio 2023 la diócesis tenía a fines de 2022 un total de 123 950 fieles bautizados.
| Año                                                                             | Población            | Población | Población      | Sacerdotes | Sacerdotes    | Sacerdotes    | Bautizados por sacerdote | Diáconos permanentes | Religiosos | Religiosos | Parroquias |
| Año                                                                             | Bautizados católicos | Total     | % de católicos | Total      | Clero secular | Clero regular | Bautizados por sacerdote | Diáconos permanentes | Varones    | Mujeres    | Parroquias |
| ------------------------------------------------------------------------------- | -------------------- | --------- | -------------- | ---------- | ------------- | ------------- | ------------------------ | -------------------- | ---------- | ---------- | ---------- |
| 1928                                                                            | 93 732               |           |                | 228        | 189           | 39            | 411                      |                      |            |            | 163        |
| 1950                                                                            | 110 303              | 934 975   | 11.8           | 352        | 228           | 124           | 313                      |                      | 198        | 1145       | 176        |
| 1966                                                                            | 176 949              | 1 043 224 | 17.0           | 373        | 242           | 131           | 474                      |                      | 216        | 1236       | 183        |
| 1970                                                                            | 187 249              | 1 043 224 | 17.9           | 292        | 198           | 94            | 641                      |                      | 155        | 1082       | 144        |
| 1976                                                                            | 182 758              | 1 091 191 | 16.7           | 252        | 165           | 87            | 725                      |                      | 133        | 984        | 181        |
| 1980                                                                            | 184 023              | 1 123 000 | 16.4           | 260        | 168           | 92            | 707                      |                      | 156        | 988        | 180        |
| 1990                                                                            | 178 108              | 1 224 000 | 14.6           | 222        | 146           | 76            | 802                      |                      | 104        | 824        | 172        |
| 1999                                                                            | 163 713              | 1 106 124 | 14.8           | 207        | 145           | 62            | 790                      | 2                    | 19         | 700        | 165        |
| 2000                                                                            | 169 769              | 1 129 814 | 15.0           | 198        | 132           | 66            | 857                      | 2                    | 101        | 611        | 164        |
| 2001                                                                            | 175 474              | 1 142 630 | 15.4           | 169        | 107           | 62            | 1038                     | 4                    | 117        | 830        | 164        |
| 2002                                                                            | 169 735              | 1 142 630 | 14.9           | 171        | 108           | 63            | 992                      | 7                    | 110        | 503        | 162        |
| 2003                                                                            | 177 973              | 1 142 630 | 15.6           | 185        | 129           | 56            | 962                      | 4                    | 99         | 666        | 160        |
| 2004                                                                            | 161 325              | 1 106 124 | 14.6           | 178        | 119           | 59            | 906                      | 5                    | 90         | 563        | 156        |
| 2009                                                                            | 164 000              | 1 176 000 | 13.9           | 157        | 105           | 52            | 1044                     | 23                   | 94         | 567        | 131        |
| 2010                                                                            | 165 548              | 1 187 100 | 13.9           | 157        | 104           | 53            | 1054                     | 36                   | 95         | 525        | 131        |
| 2014                                                                            | 170 600              | 1 223 000 | 13.9           | 154        | 109           | 45            | 1107                     | 44                   | 58         | 609        | 130        |
| 2017                                                                            | 134 173              | 1 150 549 | 11.7           | 147        | 105           | 42            | 912                      | 58                   | 58         | 544        | 127        |
| 2020                                                                            | 127 241              | 1 145 660 | 11.1           | 128        | 94            | 34            | 994                      | 55                   | 1888       | 399        | 129        |
| 2022                                                                            | 123 950              | 1 107 081 | 11.2           | 140        | 111           | 29            | 885                      | 66                   | 49         | 392        | 129        |
| Fuente: Catholic-Hierarchy, que a su vez toma los datos del Anuario Pontificio. |                      |           |                |            |               |               |                          |                      |            |            |            |

Escuelas católicas
- 1 seminario
- 44 escuelas elementales
- 6 escuelas secundarias:
  - Marquette Catholic High School, Alton, Illinois
  - Quincy Notre Dame High School, Quincy, Illinois
  - Routt Catholic High School, Jacksonville, Illinois
  - Sacred Heart-Griffin High School, Springfield, Illinois
  - St. Anthony High School, Effingham, Illinois
  - St. Teresa High School, Decatur, Illinois
  - Father McGivney Catholic High School, condado de Madison
- Springfield College
- Quincy University

La Ursuline Academy fue cerrada en 2007.

## Episcopologio

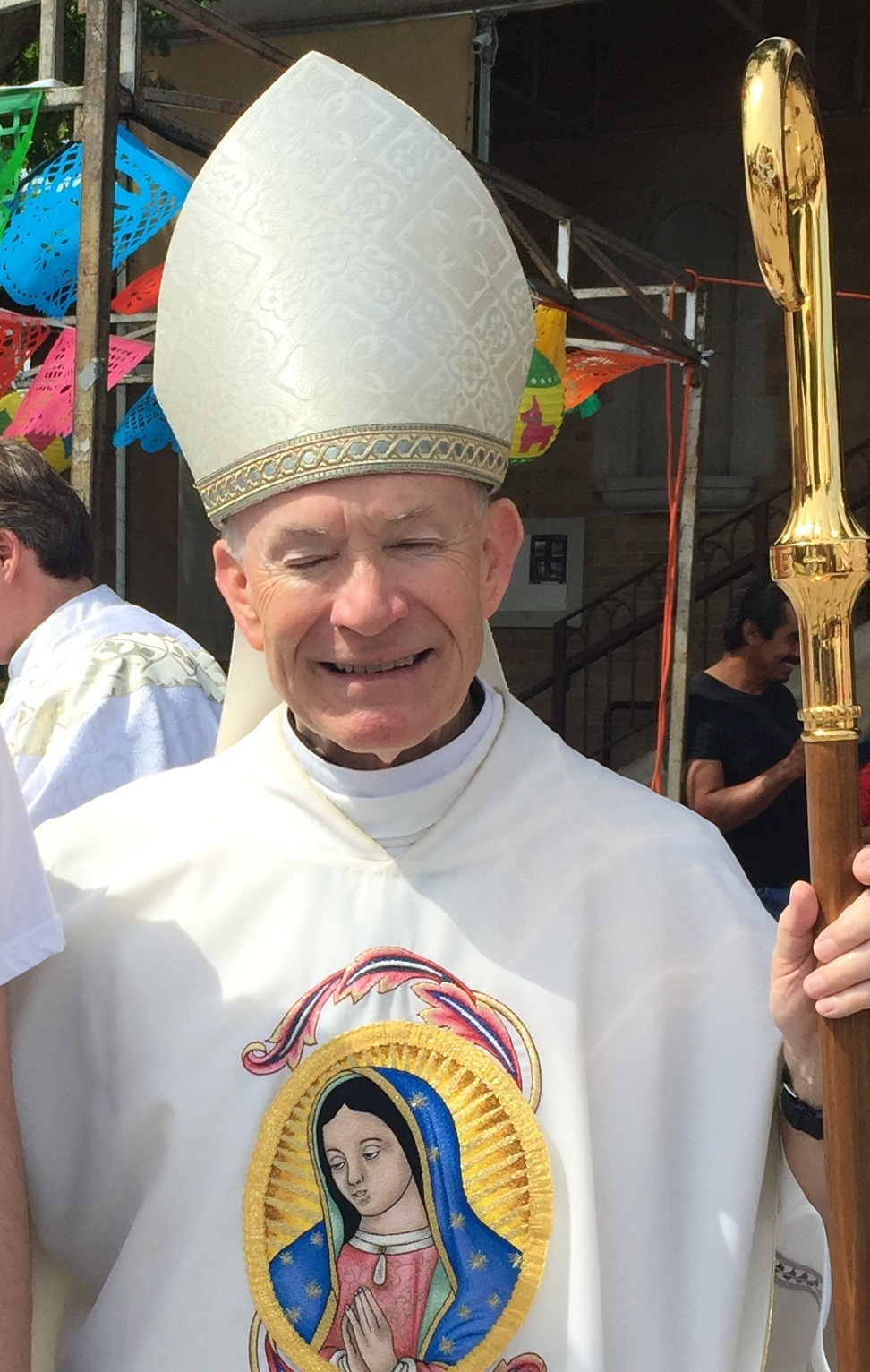
George Joseph Lucas, fue obispo de Springfield en Illinois de 1999 a 2009

- James Aloysius Griffin † (10 de noviembre de 1923-5 de agosto de 1948 falleció)
- William Aloysius O'Connor † (17 de diciembre de 1948-22 de julio de 1975 renunció)
- Joseph Alphonse McNicholas † (22 de julio de 1975-17 de abril de 1983 falleció)
- Daniel Leo Ryan † (22 de noviembre de 1983-19 de octubre de 1999 renunció)
- George Joseph Lucas (19 de octubre de 1999-3 de junio de 2009 nombrado arzobispo de Omaha)
- Thomas John Joseph Paprocki, desde el 20 de abril de 2010